# Emanuela Luknárová
Emanuela Luknárová (* 7. März 2002) ist eine slowakische Kanutin.

## Karriere
Vom Slovenský olympijský a športový výbor wurde Emanuela Luknárová für die Olympische Jugend-Sommerspiele 2018 in Buenos Aires nominiert, wo sie sowohl im Kanuslalom als auch im Kanurennsport an den Start ging. Ihren ersten Einsatz bei den Olympischen Jugendspielen hatte sie am 12. Oktober 2018 beim Head-to-Head-Wettbewerb im Einer-Kajak, wo sie sich über die Qualifikation und den Hoffnungslauf nicht für die Head-to-Head-Läufe qualifizieren konnte. Einen Tag später ging sie im Head-to-Head-Wettbewerb im Einer-Canadier an den Start, wo sie erneut die Qualifikation für die Head-to-Head-Läufe verpasste. Am 16. Oktober 2018 ging Emanuela Luknárová dann beim Kanuslalom-Wettbewerb im Einer-Kajak an den Start und erreichte dort das Finale, wo sie sich die olympische Goldmedaille sicherte. Einen Tag später ging sie auch beim Kanuslalom-Wettbewerb im Einer-Canadier an den Start und erreichte dort das kleine Finale, wo sie sich die olympische Bronzemedaille sicherte.
Bereits im darauffolgenden Jahr schaffte Emanuela Luknárová den Sprung in den Erwachsenen-Bereich und ging erstmals für die Slowakei bei Kanuslalom-Europameisterschaften an den Start. Bei den Kanuslalom-Europameisterschaften 2019 im französischen Pau nahm sie am 31. Mai 2019 zusammen mit Soňa Stanovská und Monika Škáchová beim Team-Wettbewerb der Einer-Canadier an den Start und zusammen beendete man den Wettbewerb auf dem sechsten Platz. Einen Tag später ging sie beim Einzel-Wettbewerb im Einer-Canadier an den Start, wo sie im Halbfinale ausschied. Schlussendlich beendete sie den Wettbewerb auf dem 23. Platz. Im selben Jahr nahm sie noch an den Kanuslalom-Weltmeisterschaften 2019, welche in der spanischen Stadt La Seu d’Urgell stattfanden, teil. Dort nahm sie am 25. September 2019 gemeinsam mit Soňa Stanovská und Monika Škáchová am Team-Wettbewerb der Einer-Canadier teil und verpassten als Vierte knapp eine Medaille. Vier Tage später nahm sie am Einzel-Wettbewerb im Einer-Canadier teil und schied bereits im Vorlauf als 37. aus dem Wettbewerb aus.
Drei Jahre später hatte Emanuela Luknárová ihren nächsten internationalen Einsatz im Erwachsenenbereich. Im heimischen Liptovský Mikuláš ging sie bei den Kanuslalom-Europameisterschaften 2022 an den Start und nahm gemeinsam mit Zuzana Paňková und Soňa Stanovská am 27. Mai 2022 am Team-Wettbewerb der Einer-Canadier teil. Gemeinsam konnte man vor dem heimischen Publikum den Europameistertitel vor den Teams aus Frankreich und Tschechien gewinnen. Zwei Tage später nahm sie am Einzel-Wettbewerb im Einer-Canadier teil und erreichte dabei das Halbfinale, wo sie als 13. aus dem Wettbewerb ausschied. Im selben Jahr vertrat sie die Slowakei auch bei den Kanuslalom-Weltmeisterschaften 2022, welche im Augsburger Eiskanal ausgetragen wurden. Beim Team-Wettbewerb der Einer-Canadier ging sie am 27. Juli 2022 gemeinsam mit Zuzana Paňková und Soňa Stanovská an den Start und belegten schlussendlich den sechsten Platz. Beim Einzelwettbewerb im Einer-Canadier erreichte sie einen Tag später das Halbfinale, wo sie den 23. Platz belegte und aus dem Wettbewerb ausschied.